# Zimski športovi
Zimski športovi - športovi koji se najčešće igraju zimi, vezani su za obično snijeg i led. Uglavnom su to razne varijacije skijanja, klizanja i sankanja. Ranije su se ovi športovi igrali samo tijekom zime, ali pojavom umjetnoga snijega i leda došlo je do promjene. Zimski športovi imaju svoja posebna natjecanja od kojih su najpoznatije Zimske olimpijske igre.

## Klizanje
- Umjetničko klizanje
- Brzo klizanje na kratkim stazama
- Brzo klizanje
- Sinkronizirano klizanje

## Skijanje
- Alpsko skijanje
- Biatlon
- Skijaško trčanje
- Skijaški skokovi
- Nordijska kombinacija
- Slobodno skijanje
- Snowkiting
- Skijaška orijentacija
- Planinarsko skijanje

## Sankanje
- Bob
- Skeleton
- Sanjkanje
- Utrke psećih zapreka

## Daskanje na snijegu
- Snowboard

## Motorne sanjke
- Utrke motornim sanjkama

## Timski sportovi
- Hokej na ledu
- Curling
- Bendi
- Hokej na sanjkama (Zimske paraolimpijske igre)
- Ragbi na snijegu

## Natjecanja u zimskim športovima
- Zimske olimpijske igre
- Zimske paraolimpijske igre
- Zimska Univerzijada
- Nordijske igre
- Zimske X Igre
- Arktičke zimske igre

## Galerija
- Skijaško trčanje
- Skijanje
- Skijaški skokovi
- Curling